# Magdalena Luther

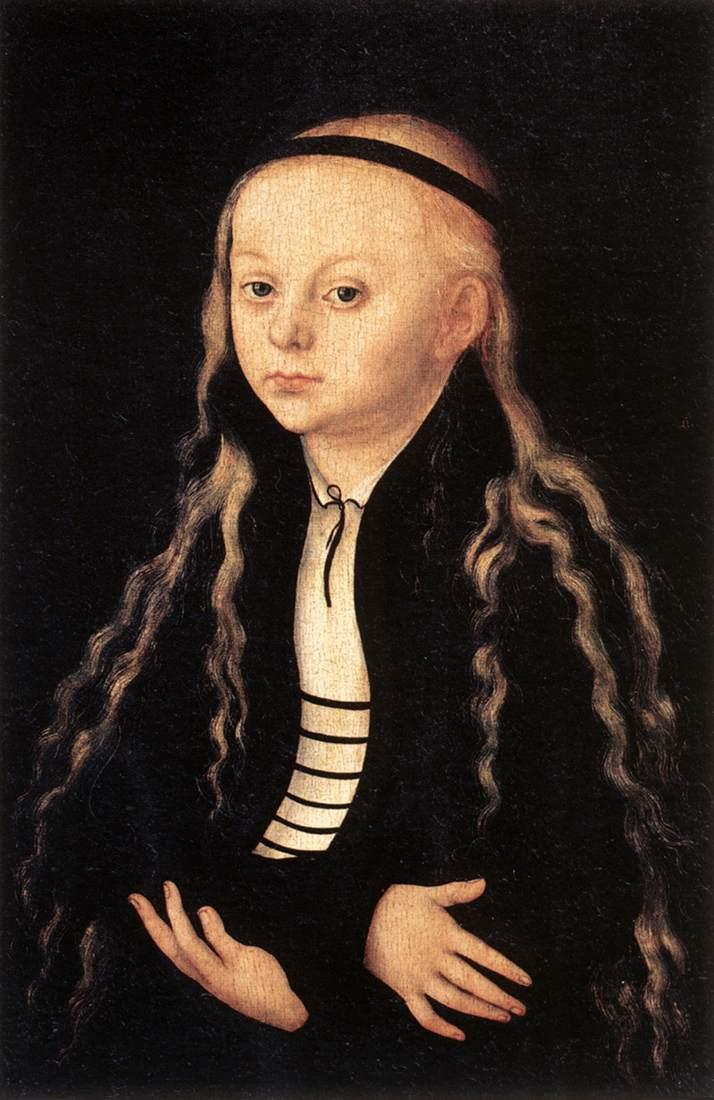
Magdalena Luther im Jahr 1540

Magdalena Luther (* 4. Mai 1529 in Wittenberg; † 20. September 1542 ebenda) war die zweite Tochter von Martin Luther und seiner Frau Katharina von Bora.

## Leben
Magdalena Luther wurde als drittes Kind von Martin Luther und Katharina von Bora in Wittenberg geboren. Sie war die erste überlebende Tochter des Paares, da ihre ältere Schwester Elisabeth im Jahr vor Magdalenas Geburt im Alter von sieben Monaten gestorben war. In ihrer Familie wurde sie Lenchen genannt. Luther bat Nikolaus von Amsdorf, ihr Pate zu werden. Ein Porträt Lucas Cranachs soll das Mädchen im Alter von etwa 11 Jahren zeigen. Sie starb im Alter von 13 Jahren in Wittenberg nach längerer Krankheit in den Armen ihres Vaters. Luthers Briefe und Tischgespräche bezeugen, dass Magdalenas Krankheit sowohl für ihre Eltern als auch für ihren älteren Bruder Hans, der nach Hause gerufen wurde, um seine Schwester zu versorgen, eine äußerst schwierige Zeit war.